# 29 Гидры
29 Гидры (лат. 29 Hydrae), HD 81728 — тройная звезда в созвездии Гидры на расстоянии (вычисленном из значения параллакса) приблизительно 5168 световых лет (около 1585 парсек) от Солнца.

## Характеристики
Первый компонент (BD-08 2678A) — белая звезда спектрального класса A0, или A2V. Видимая звёздная величина звезды — +7,79m. Масса — около 2,76 солнечной, светимость — около 159,404 солнечной. Эффективная температура — около 9333 K.
Второй компонент (BD-08 2678B) — белая звезда спектрального класса A. Видимая звёздная величина звезды — +6,514m. Масса — около 2,61 солнечной. Орбитальный период — около 74131 суток (203 лет). Удалён на 0,4 угловой секунды.
Третий компонент (TYC 5460-1593-2) — оранжевый гигант спектрального класса K. Видимая звёздная величина звезды — +11,3m. Масса — около 0,94 солнечной, радиус — около 10,63 солнечного, светимость — около 59,302 солнечной. Эффективная температура — около 4437 K. Орбитальный период — около 10232930 суток (28016 лет). Удалён на 10,9 угловой секунды.